# 金鐘（樂禮街）巴士總站
金鐘（樂禮街）巴士總站（英語：Admiralty (Rodney Street) Bus Terminus）是香港一個路邊巴士總站，位於金鐘樂禮街路旁夏慤花園外，連接港鐵港島綫及荃灣綫金鐘站E1出口。現僅有1條巴士路線以此為總站。

## 總站路線資料

### 城巴789線
- 小西灣（藍灣半島） ↔ 金鐘（樂禮街）

提供小西灣、翠灣邨一帶往來灣仔及金鐘的特快巴士服務，回程繞經灣仔道、堅拿道西及漁灣邨，是由城巴788線分拆出來，於1999年7月5日起投入服務。

## 總站設施
該站設有站長室。

## 接駁交通
- 港鐵金鐘站D出口
- 巴士總站對面為金鐘（東）公共運輸交匯處

## 外部連結
- 金鐘（樂禮街）巴士總站 （页面存档备份，存于），城巴／新巴